# SNCF T 2000

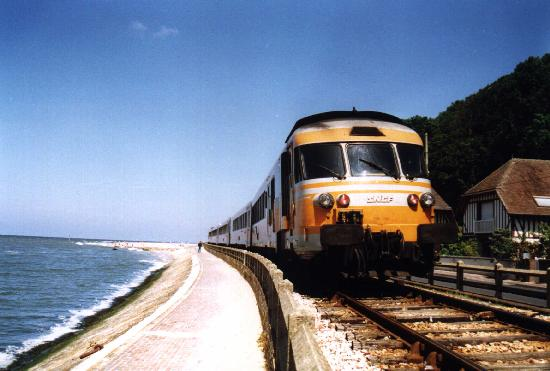
Egy Turbotrain 1989-ben

Az SNCF T 2000 egy nagysebességű francia gázturbinás motorvonat volt. Nevezték még röviden RTG-nek is (Rame turbina à gaz, azaz, gázturbinás szerelvény). Ez volt a második generációs gázturbina hajtású vonat Franciaországban, mely menetrend szerint 1972 és 2004 között közlekedett.

## Története
A vonatokat az SNCF rendelte meg, hogy kiszolgálja az akkor még nem villamosított vasútvonalakat. A cél az volt, hogy ugyanolyan sebességet érjenek el, mint a villamos motorvonatokkal. Az olajválság miatt azonban a franciák inkább a nukleáris energiát kezdték előnyben részesíteni, emiatt a gázturbinás vonatok fejlesztése és gyártása abbamaradt. Helyettük villamos motorvonatokkal kezdtek kísérletezni, mely végül a TGV megszületéséhez és sikeréhez vezetett.

## Műszaki jellemzése
A vonatok fel voltak szerelve két 775 kW teljesítményű Turboméca Turmo III gázturbinával, melyek Voith hidraulikus hajtóművön keresztül hajtották a kerekeket. Volt még két kiegészítő 300 kW Turboméca Astazou gázturbina is a légkondicionáláshoz és világításhoz.
Az üzemanyagtartálya 3500 literes volt, a jármű fogyasztása pedig 430 liter/óra gázolaj volt. Ehhez hozzájött még a segédüzemi turbina 150 literes óránkénti fogyasztása.